# Chris Arend

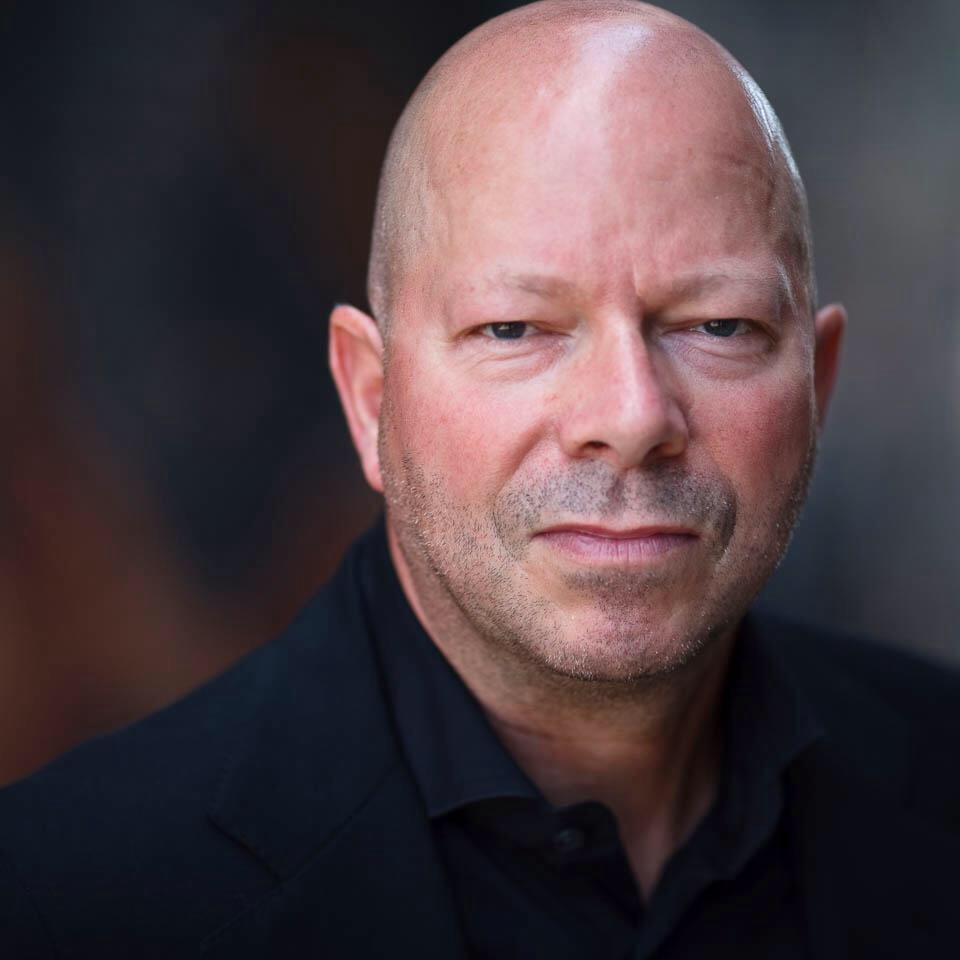
Chris Arend 2017

Chris Arend (* Offenbach am Main) ist ein deutscher Schauspieler, der  international tätig ist.

## Leben
Chris Arend wurde in Deutschland geboren und ging 1983 nach New York, wo er zuerst das Lee Strasberg Theatre and Film Institute besuchte, um dann 1984 an der University of Hawaiʻi at Mānoa Student von Glenn Cannon zu werden.  Arend war einer der ersten Überlebenden der Tsunami-Katastrophe nach dem Erdbeben im Indischen Ozean 2004, der in der Presse über das  Unglück berichtete.  Arend unterstützt ehrenamtlich u. a. ein Kinderhospiz in Berlin,  ist  Tennisspieler, macht Kampfsport/Martial Arts und kocht gerne. Arend wuchs zweisprachig (deutsch und englisch) auf.

## Karriere
Unter Glenn Cannons Regie erfolgte Arends Theaterdebüt in „Die Welt der Suzie Wong“. Unmittelbar darauf folgte eine Doppelrolle in La Folle de Chaillot. 1987 kehrte er nach Deutschland zurück und spielte in mehreren Filmen und Serien wie beispielsweise in zwei Episoden von Liebesgeschichten und  in Folgen der Fernsehserie Großstadtrevier unter der Regie von Jürgen Roland mit. Dazwischen spielte er immer wieder auf Theaterbühnen in Wiesbaden, Frankfurt am Main und Hamburg. Anfang der 1990er-Jahre kehrte Arend für mehrere Theaterengagements nach Auckland, Neuseeland und später nach Wollongong, Australien zurück. Von 2009 bis 2010 spielte er am Theater in Toronto und wirkte in der  kanadischen Verfilmung „Storming Juno – Sturm auf die Normandie“ mir, die 2010 mit dem Gemini Award ausgezeichnet wurde. Nach seiner Rückkehr nach Berlin war er u. a. in den ZDF-Produktionen „Uferlos“, „SOKO Wismar“ und „Detour – Stunde des Bösen“ zu sehen. In der Webserie „Points of You“, die 2017 mit dem deutschen Jugendkarlspreis ausgezeichnet wurde, übernahm Arend eine der Hauptrollen. 2019 spielte er in der  US-Serie Counterpart unter der Regie von Charlotte Brändström mit.
Im Jahr 2023 spielte Arend die Rolle des Simon, einem der Hauptdarsteller in der Horror-Komödie *Die Neue Härte*, unter der Regie von Aaron J.J. Schmidt. 2024 übernahm er eine Rolle in der HBO Max-Polnischen TV-Serie *Lady Love*, inszeniert von dem Oscar-nominierten Regisseur Bartosz Konopka, in der er Herr Schneider, einen gerissenen Betrüger, der sich als Pornoproduzent ausgibt, verkörperte. Im Jahr 2025 startet Arend mit einer Nebenrolle in der ZDF-Serie Ku’damm 77 unter der Regie von Maurice Hübner.

## Filmografie (Auswahl)
- 1989: Liebesgeschichten – Du oder keine (Fernsehserie)
- 1989: Liebesgeschichten – Zwei Karten für die Oper (Fernsehserie)
- 2010: Storming Juno – Sturm auf die Normandie
- 2011: Der Bus (Kurzfilm)
- 2012: Sein Wille geschehe (Kurzfilm)
- 2012: Der ewige Mann (Kurzfilm)
- 2013: Uferlos!
- 2013: Roulette
- 2014: Wannabe Millionaire (Kurzfilm)
- 2014: Geheime Melodie (Kurzfilm)
- 2015: SOKO Wismar (Fernsehserie)
- 2015: Ein Engel für Julia
- 2017: Detour (Fernsehfilm)
- 2017: Gemischte Gefühle
- 2018: Counterpart
- 2019: At Siblings (Kurzfilm)
- 2020: Prima Opera Di Misericordia